# Heinrich Straumer
Heinrich Straumer (* 7. Dezember 1876 in Chemnitz; † 22. November 1937 in Berlin) war ein deutscher Architekt.

## Leben
Straumer wurde 1876 in Chemnitz als Sohn des Gymnasiallehrers Friedrich Straumer geboren. Nach einer Maurerlehre studierte er von 1893 bis 1896 an der Königlichen Baugewerkschule Chemnitz und anschließend in Dresden bei Paul Wallot, als dessen Assistent er am Reichstagspräsidentenpalais mitarbeitete. 1903 siedelte er nach Berlin über, wo der Großteil seiner Bauten entstand. Vor 1909 arbeitete er mit dem Architekten Martin Schreiber zusammen; in den Jahren 1910/1911 mit Hans Hermann. Er entwarf zahlreiche Wohnhäuser für das gehobene Bürgertum vor allem in Berlin-Frohnau und Berlin-Dahlem. Daneben entstanden verschiedene Geschäfts- und Kaufhäuser sowie technische Bauten, darunter auch einige bedeutende Gebäude in seiner Geburtsstadt Chemnitz.
Straumer gilt als Vertreter der gemäßigten Moderne und neben Hermann Muthesius als Protagonist des Englischen Landhausstils. Zu seinen bekanntesten Bauten zählt der Berliner Funkturm.
Er war Mitglied im Deutschen Werkbund und Mitbegründer des Volksbunds Deutsche Kriegsgräberfürsorge. 1928 verlieh ihm die Technische Hochschule Dresden die Ehrendoktorwürde.

## Bauten (Auswahl)
- 1907: Umspannwerk in Berlin-Frohnau[2]
- 1907–1908: altlutherische Kirche Zum Heiligen Kreuz und angrenzende Wohngebäude in Berlin-Wilmersdorf, Nassauische Straße 17–19[3]
- 1909: Landhaus Neunzig in Berlin-Hermsdorf, Hermsdorfer Damm 216[4][5]
- 1909–1910: Evangelisches Pfarrhaus in Berlin-Dahlem, Pacelliallee 54[6][5]
- 1909–1910: Haus Schmidt in Berlin-Hermsdorf, Am Waldpark 14[7][8]
- 1909–1911: Deutsches Entomologisches Nationalmuseum (das heutige Senckenberg Deutsches Entomologisches Institut in Müncheberg/Brandenburg) mit damaligem Direktorenwohnhaus und Institutsgebäude in Berlin-Dahlem, Goßlerstraße 18–20, aktuell genutzt als privates Wohnhaus (Hausnummer 18) und durch das Berlin Consortium for German Studies (BCGS) der FU Berlin (Hausnummer 20)[9][5]
- 1910–1911: Haus Dr. Trapp in Berlin-Frohnau, Hohenheimer Straße 31[10][5]
- 1910–1911: Haus Janson in Berlin-Frohnau, Zeltinger Straße 53[11][5]
- 1910–1911: Landhaus in Berlin-Grunewald, Koenigsallee 63 / Oberhaardter Weg 23[12]
- 1910–1911: Landhausgruppe am Berg in Berlin-Frohnau, An der Buche 17/21 (mit Hans Hermann und Ludwig Lesser)[13]
- 1910–1912: Haus Dr. Wolff in Berlin-Frohnau, Markgrafenstraße 65[14][5]
- 1911: Haus Bensemann in Berlin-Frohnau, Im Amseltal 19[15]
- 1911: Haus Borchert in Berlin-Dahlem, Habelschwerdter Allee 17[16][17]
- 1911: Haus Dr. Bordt in Berlin-Frohnau, Zeltinger Straße 25[18][17]
- 1911: Haus Hermann in Berlin-Dahlem, Miquelstraße 5[19]
- 1911: Haus Lebius in Berlin-Frohnau, Welfenallee 47[20]
- 1911: Haus Strohmaier in Berlin-Frohnau, Hohenheimer Straße 36[21]
- 1911: Haus Thiedig in Berlin-Frohnau, Edelhofdamm 42[22]
- 1911: Landhaus Grimm in Berlin-Lichterfelde, Ringstraße 89[23]
- 1911: Villa für Oskar Sperling in Berlin-Frohnau, Ludolfingerweg 54[24]
- 1911: Wohnhaus für Rudolf Sparmann in Berlin-Frohnau, Hohenheimer Straße 19[25][5]
- 1911–1912: Wohnhaus Brukenhaus in Berlin-Dahlem, Podbielskiallee 5[26]
- 1911–1912: Wohnhaus für Dr. Rudolphson in Berlin-Frohnau, Ludolfingerweg 35[27][17]
- 1911–1912: Wohnhaus für Prof. Hesse in Berlin-Frohnau, Ludolfingerweg 73[28]
- vor 1912: Landhaus Kleffner-Kreideweiss[5]
- vor 1912: Gutshof in Berlin-Frohnau[5]
- vor 1912: Feuerwehrdepot in Berlin-Frohnau[5]
- vor 1912: Forsthaus in Berlin-Frohnau[5]
- vor 1912: Musiksaal für Bankdirektor Tetzner in Chemnitz (mit Fenstern von Max Pechstein)[5]
- 1912–1913: U-Bahnhof Thielplatz (heute: U-Bahnhof Freie Universität (Thielplatz)) mit nördlichem Stationsgebäude, Vorplatz und Brücke in Berlin-Dahlem[29]
- 1912–1913: Haus Drimborn (heute Deutsches Zentralinstitut für soziale Fragen) in Berlin-Dahlem, Bernadottestraße 94[30]
- 1913–1914: Landhaus Schröder in Berlin-Schmargendorf, Rheinbabenallee 14[31]
- 1913–1914: Haus Vogel in Berlin-Nikolassee, Teutonenstraße 4[32]
- 1914–1915: Haus Schwarzkopf in Berlin-Dahlem, Peter-Lenné-Straße 7 (Gartengestaltung von Willy Lange)[33][34]
- 1914–1917: Wohnhaus für Enno Walther Huth mit Nebengebäuden in Berlin-Dahlem, Bitterstraße 8–12[35][36]
- vor 1914: Landhaus Harkort in Berlin-Dahlem[37]
- vor 1914: Landhaus für Dr. Goldschmidt in Berlin-Lichterfelde[37]
- vor 1914: Erbbegräbnis der Familie Jordan auf Spören[37]
- vor 1914: Straßen-Überbrückung in Glienicke bei Frohnau[37]
- 1919–1920: Haus Jessen in Berlin-Frohnau, Zeltinger Straße[38]
- vor 1920: Haus Scholtz in Berlin-Grunewald, Herthastraße 10 / Schleinitzstraße 7[36]
- 1921: Umbau des Landhauses Schlobach in Böhlitz-Ehrenberg, Auenstraße 14[39]
- 1921: Wohnhaus in Berlin-Lichterfelde, Augustastraße 23[40]
- 1921: Landhaus Rummel in Berlin-Lichterfelde, Promenadenstraße 15b[41][42][43]
- 1921–1922: Haus van Heteren in Berlin-Nikolassee, Kirchweg 57[44]
- 1921–1922: Waldhaus Emilie in Niedermarsberg (Westfalen)
- 1921–1929: Neubauten für die Landwirtschaftliche Hochschule Berlin in Dahlem, Albrecht-Thaer-Weg 1–8[45]
- 1922–1924: Gebäude der Dresdner Bank AG am Beckerplatz in Chemnitz[46][47]
- 1924–1926: Berliner Funkturm in Berlin, Messegelände[48]
- 1924: Haus der Funkindustrie (auch „Funkhalle“, Holzbau, 1935 bei einem Feuer zerstört)[49]
- 1925: Wohnhaus in Berlin-Zehlendorf, Klopstockstraße 15a für Kurt Szafranski[50]
- 1925: Hirschdenkmal im Zeisigwald, Chemnitz
- 1925–1926: Wohnbebauung im Rheingauviertel für die Heimstätten-Siedlung Berlin-Wilmersdorf (mit Richard Binder)[51]
- 1925–1926: Landhaus für den Kaufmann Dr. Ernst Telschow in Berlin-Dahlem, Auf dem Grat 50[52]
- vor 1926: Café Telschow in Berlin-Charlottenburg[43]
- 1926: Deutschlandhaus am Theodor-Heuss-Platz in Berlin-Westend[53]
- 1926–1927: Verwaltungsgebäude für den Verband der öffentlichen Feuerversicherungsanstalten in Berlin-Dahlem, Kaiserswerther Straße 16/18 (1945–1990 Alliierte Kommandantur, seit 1994 Präsidialamt der FU Berlin)[54][46]
- vor 1928: Erweiterungsbau des Kaufhauses N. Israel in Berlin-Mitte[46]
- 1928–1929: Verwaltungsgebäude (Lenz-Haus) des Unternehmens Lenz & Co. in Berlin-Tiergarten, Kurfürstenstraße 87[55]
- 1928–1929: Glockenturm auf dem Alten Luisenstädtischen Friedhof am Südstern in Berlin-Kreuzberg[56]
- 1929–1930: Hotel Chemnitzer Hof in Chemnitz, Theaterplatz[57]
- 1929–1930: Savoy Hotel in Berlin-Charlottenburg, Fasanenstraße 9[58]
- 1929–1930: Amerikahaus am Theodor-Heuss-Platz in Berlin-Westend[53]
- 1930–1931: Gemeindehaus der Kirche am Lietzensee in Berlin-Charlottenburg[59]
- 1930–1931: Wohnanlage Rauchlose Siedlung in Berlin-Steglitz, Munsterdamm 1–31[60]
- 1934: Geschäftshaus der Firma Esders & Dyckhoff in Berlin (zerstört)
- 1935: Tribüne auf der Trabrennbahn Karlshorst[61]
- 1935: Wohnanlage in der Siedlung Paddenpuhl in Berlin-Reinickendorf[62]
- 1935: Wohnanlage Emmentaler Straße in Berlin-Reinickendorf[63]
- 1935: Wohnhaus in Berlin-Zehlendorf, Karl-Hofer-Straße 13[64]
- 1936: Büro- und Wohngebäude für die Nordstern-Versicherungen in Berlin-Wilmersdorf, Brandenburgische Straße[65]

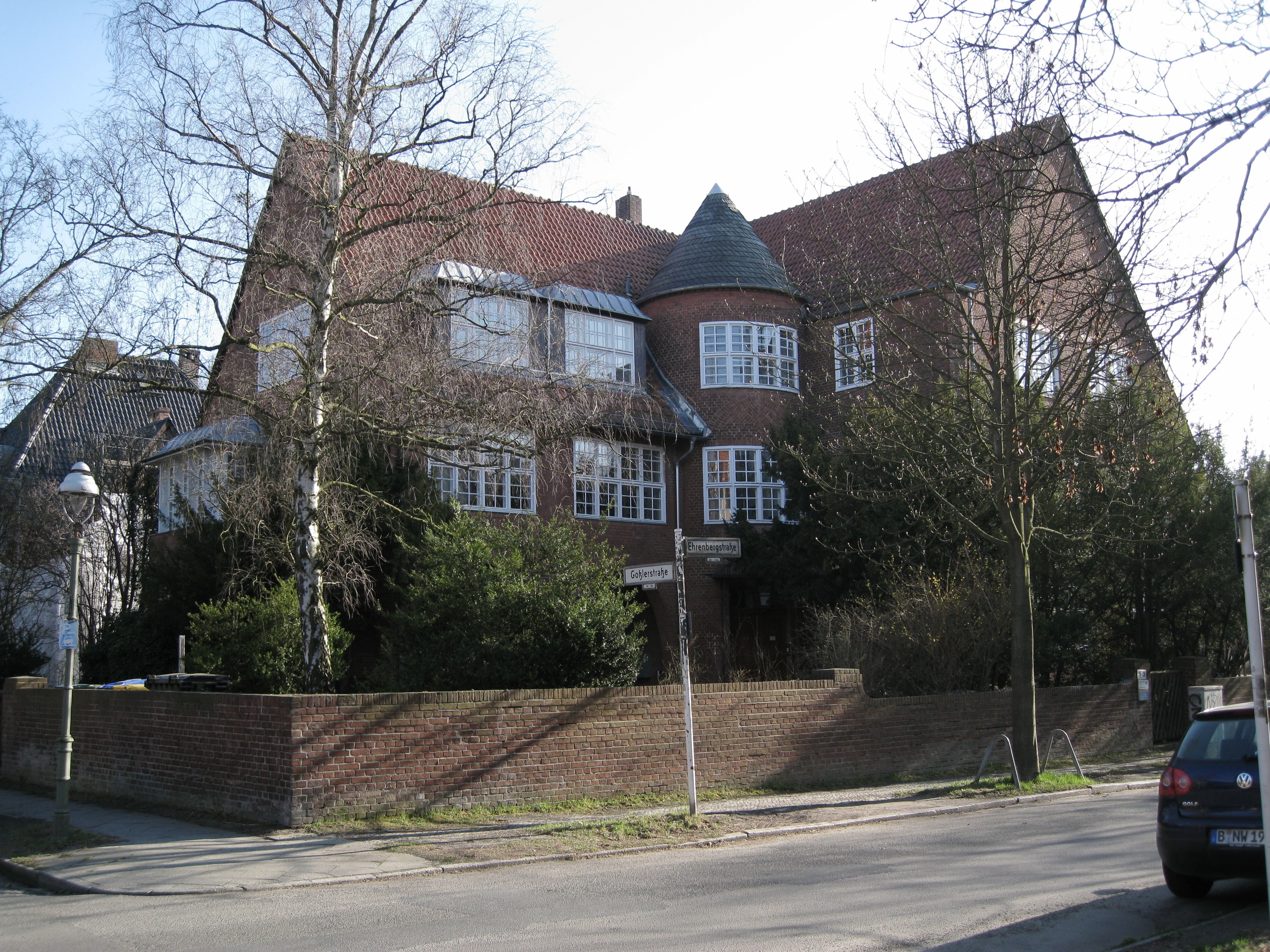
Direktorenwohnhaus für Walther Horn (1909–1911)
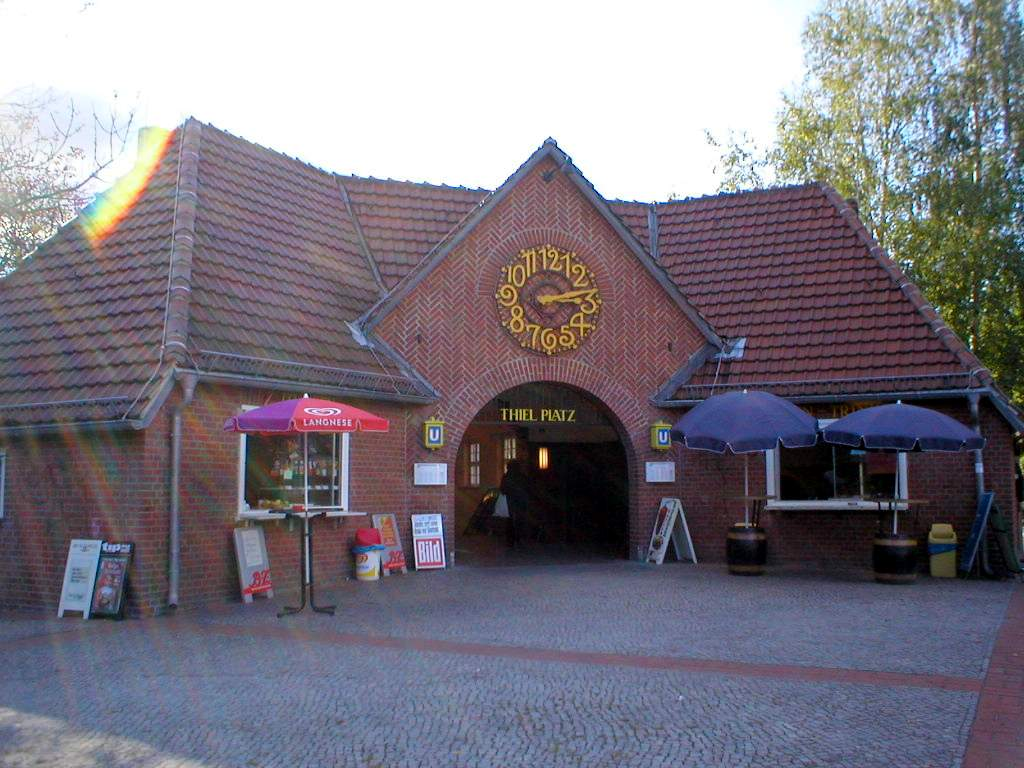
U-Bahnhof Thielplatz (1912–1913)
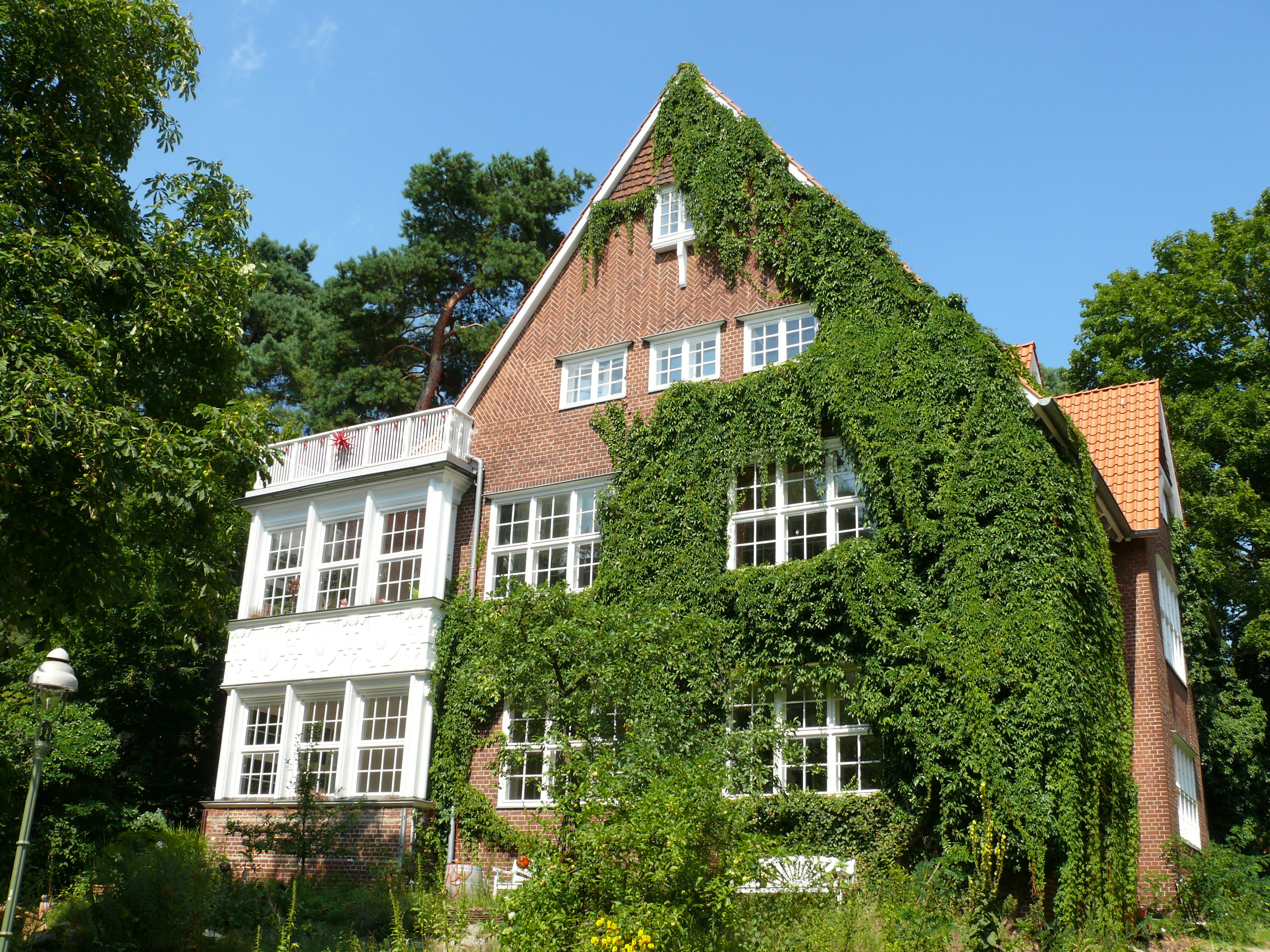
Haus Vogel (1913–1914)
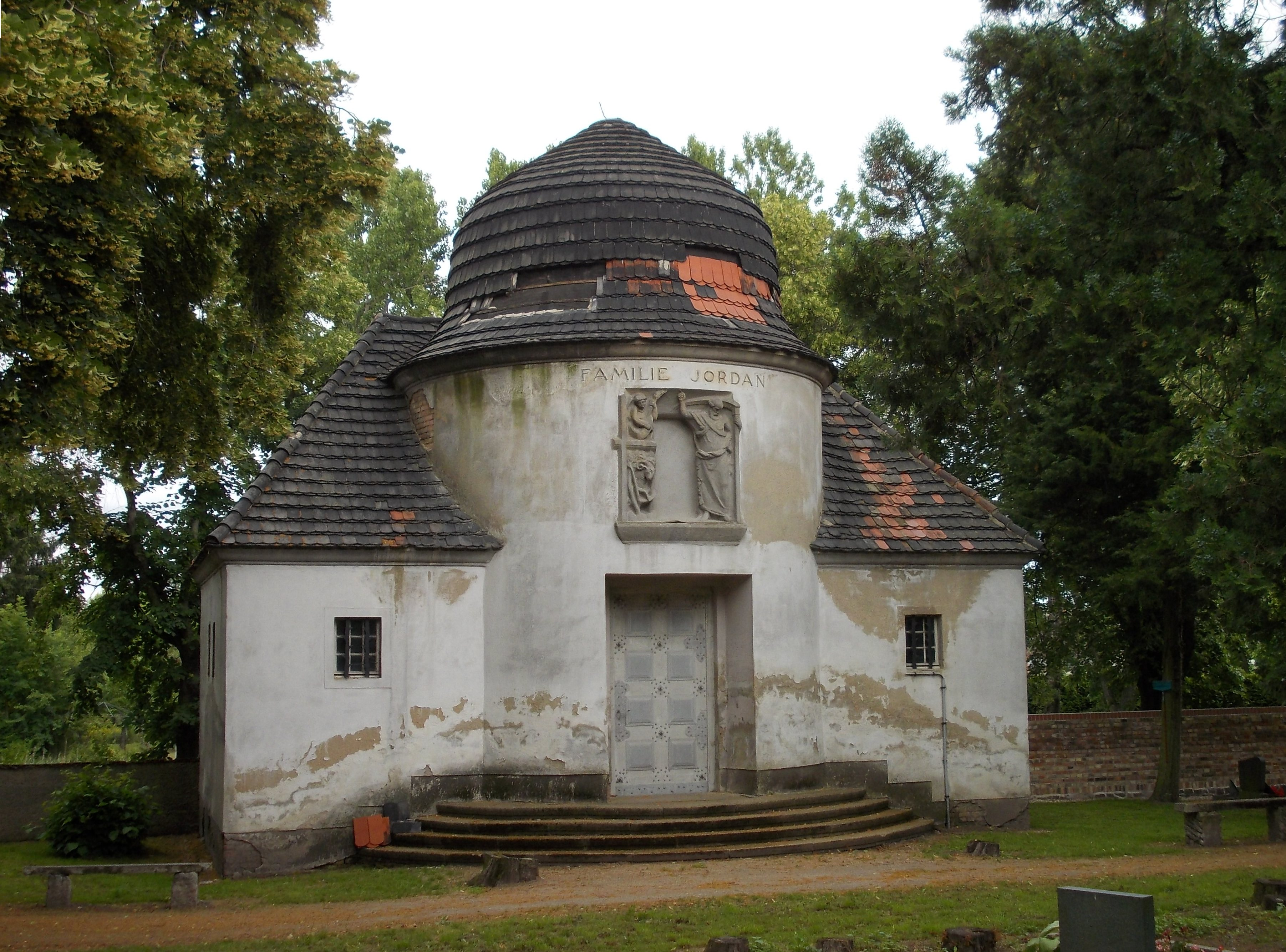
Mausoleum der Gutsbesitzer-Familie Jordan auf dem Kirchhof in Spören bei Zörbig (vor 1915)
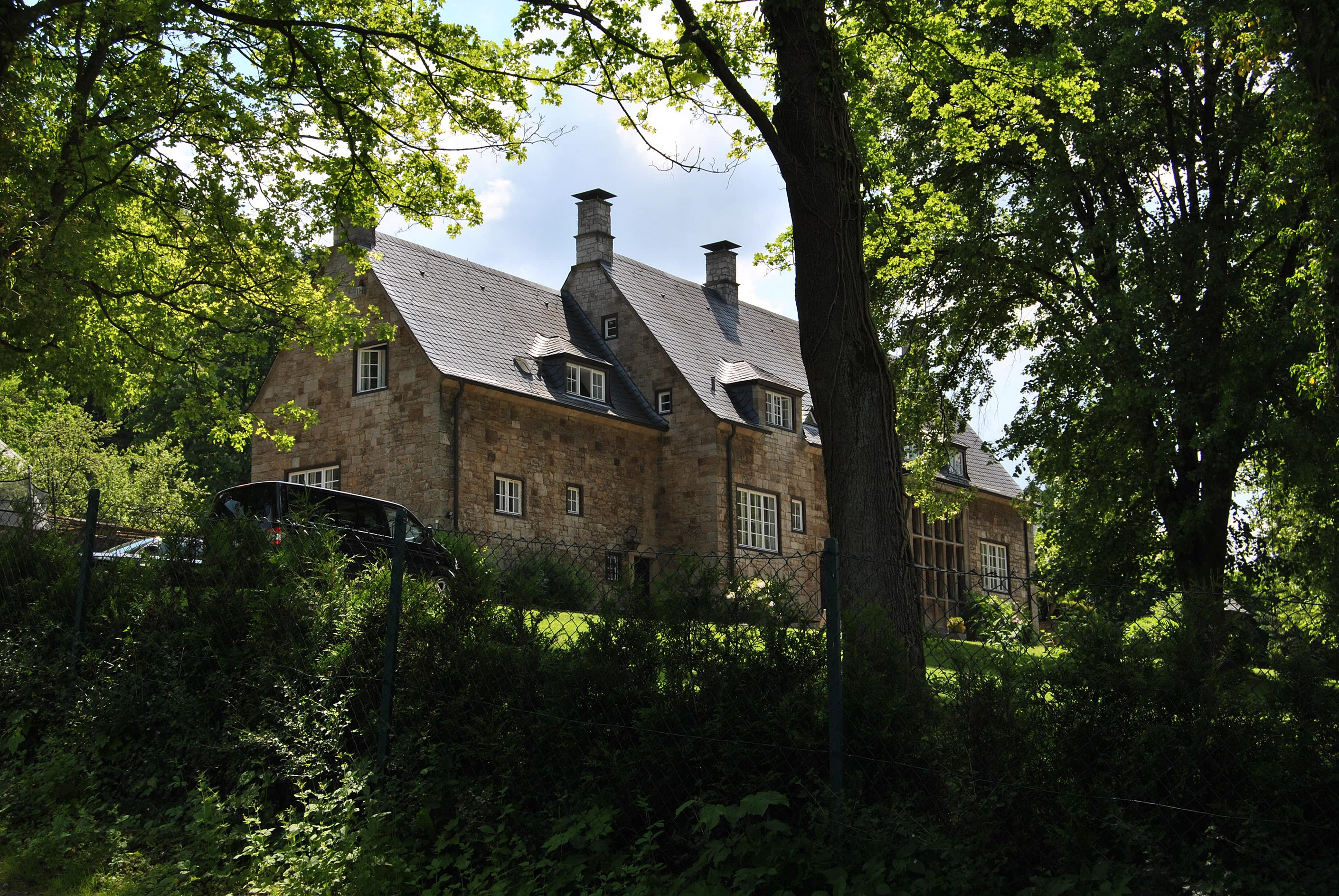
Waldhaus Emilie, Marsberg (1921–1922)
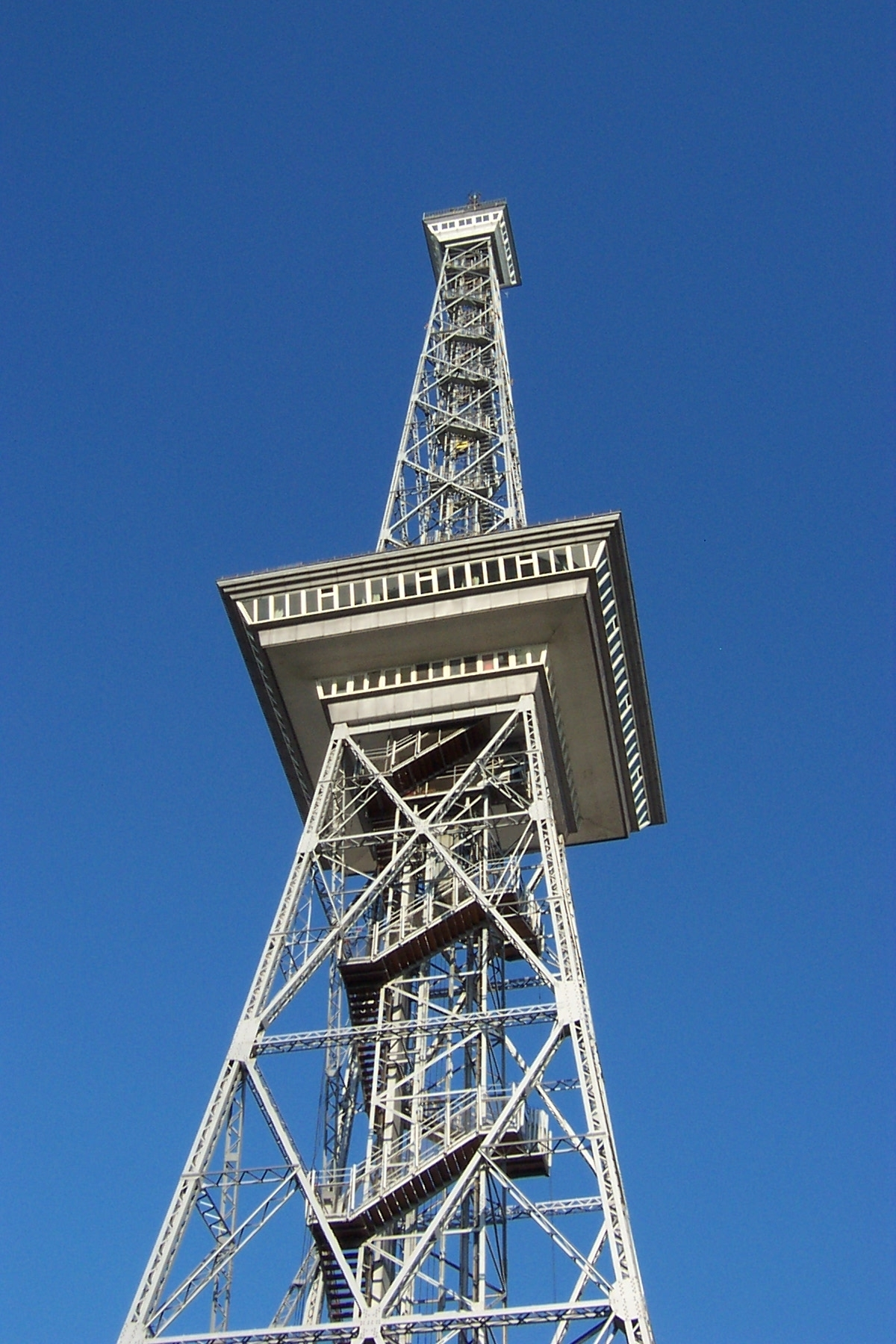
Funkturm (1924–1926)
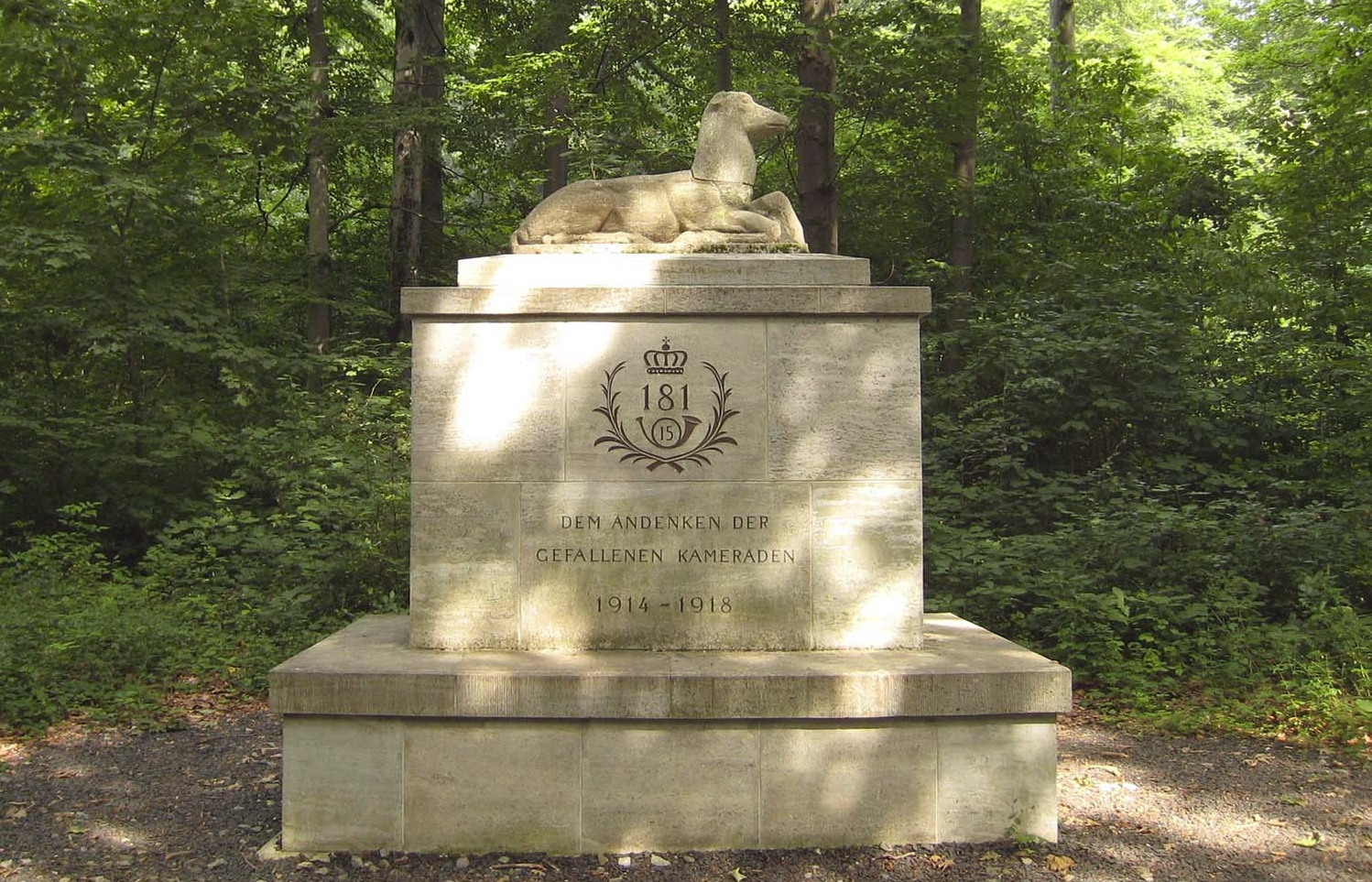
Ehrenmal Zeisigwald (1925)
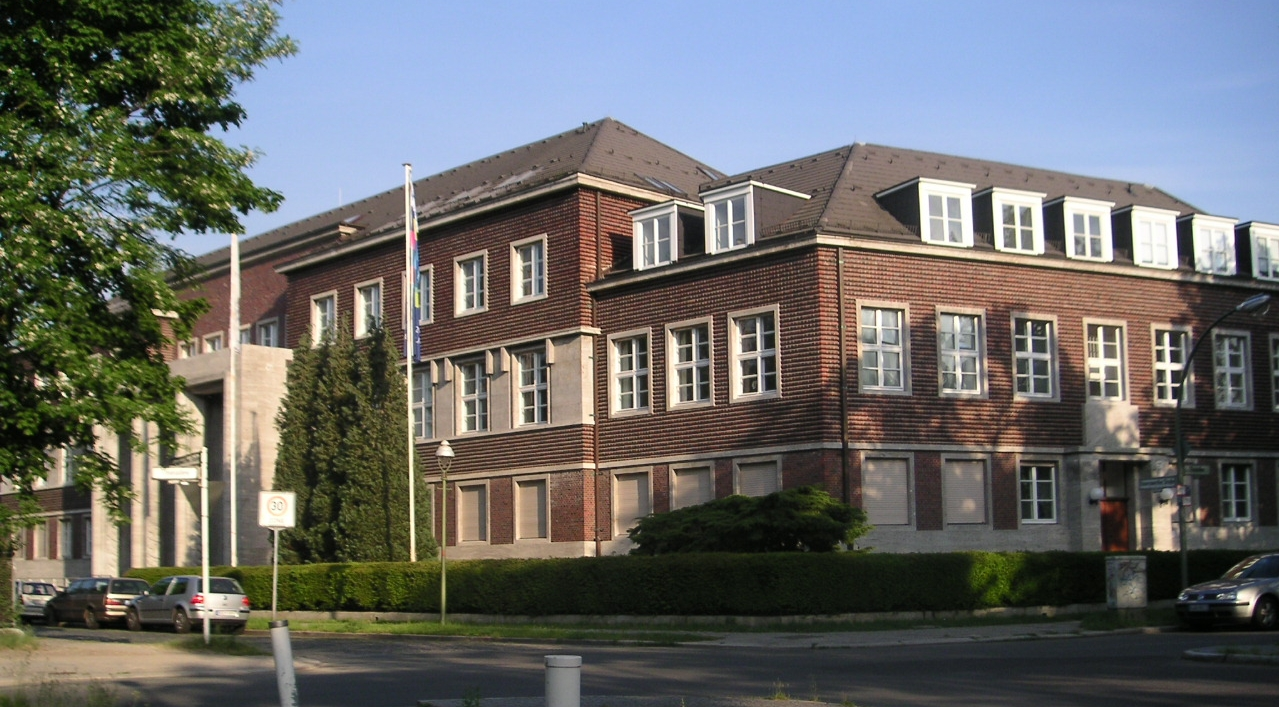
Gebäude des Verbands der öffentlichen Feuerversicherungsanstalten (1926–1927)
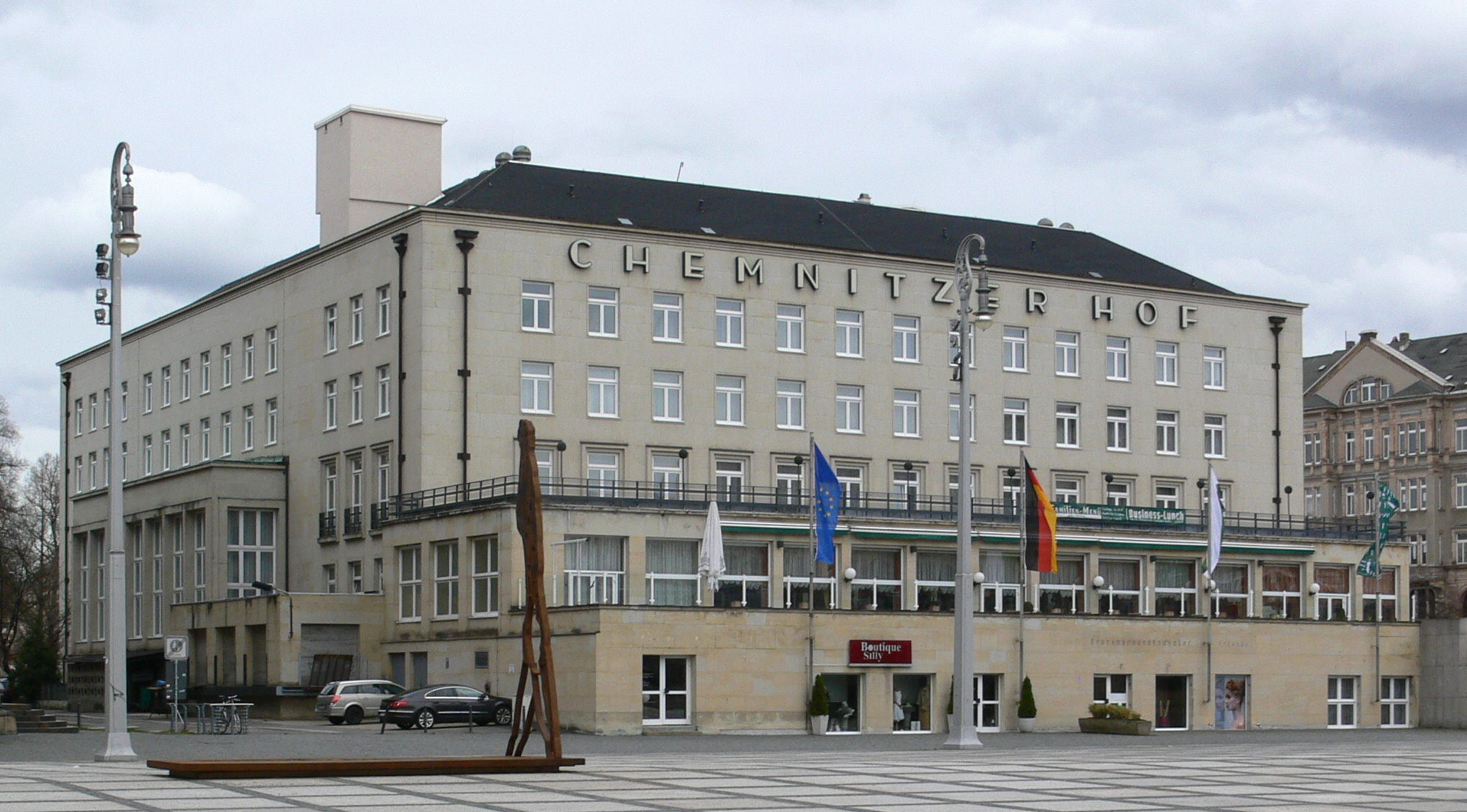
Hotel „Chemnitzer Hof“, Chemnitz (1929–1930)
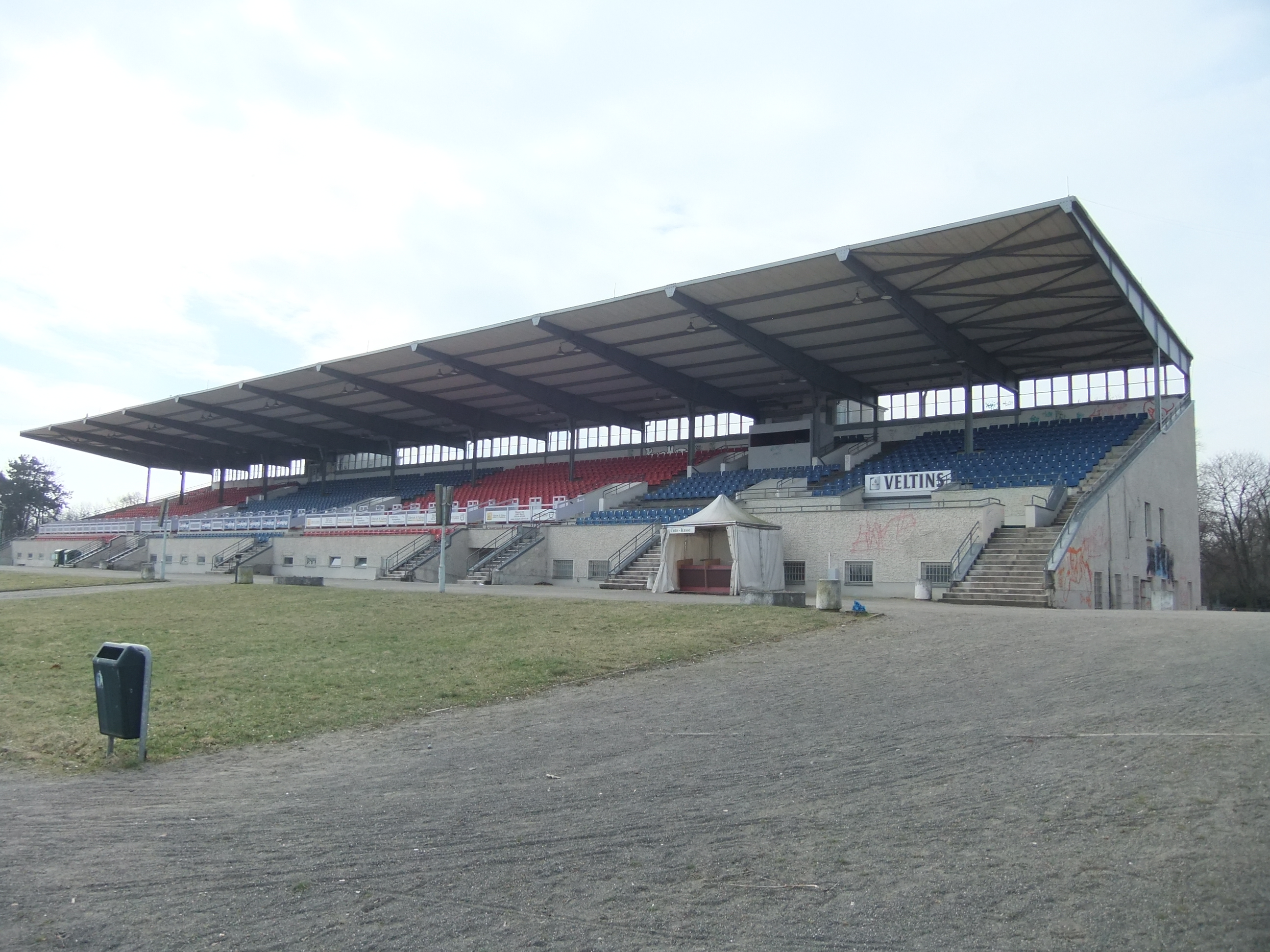
Tribüne auf der Trabrennbahn Karlshorst (1935)